# Віротерапія
Віротерапія (Вірус — від лат. virus — отрута; дав.-гр. θεραπεία дав.-гр. θεραπεία — лікування, оздоровлення, ліки) — один з видів біотерапії, за якого застосовуються онкотропні /онколітичні віруси. Один із напрямків онкології.
Віротерапія мобілізує природні захисні сили імунної системи організму проти клітин генетично модифікованих організмів та тканин, зокрема злоякісних клітин.
Крім того, у нечутливих пухлинах вірус здатний модулювати структури пухлинних клітин, роблячи їх імуногенними. В результаті вірус не тільки завдає прямої шкоди раковим клітинам, а й включає у боротьбу з пухлиною власну імунну систему хворого на рак. Внаслідок цього віротерапія є також методом активізації антигенспецифічних механізмів імунного захисту. Найкращі результати досягнуті на ранніх стадіях пухлини, застосовуючи віротерапію перед та після радикальної операції для профілактики метастазів. Не варто очікувати ефекту від віротерапії на пізніх стадіях ракового процесу та після того, як можливості всіх видів лікування вичерпані. Віротерапія проти чутливих до відповідних вірусів пухлин, подібно до променевої та хіміотерапії, викликає загибель пухлинних клітин (онколіз). Швидше ліквідуються утворюються в процесі віротерапії продукти розпаду клітин (при променевій і хіміотерапії цей процес затягується внаслідок терапії імуносупресії, що розвивається при цих видах).
Способи застосування віротерапії — локальні та системні. Найкращі результати віротерапії досягаються на ранніх стадіях лікування пухлини, коли віротерапія застосовується після радикальної операції — для профілактики метастазів та рецидивів. При відповідному імунному стані віротерапію можна застосовувати в інтервалах між курсами променевої та хіміотерапії, зменшуючи ефект імуносупресії, спричинений застосуванням цих методів лікування.

## Історія
Від 1960 року в Інституті мікробіології ім. А. Кірхенштейна у СРСР під керівництвом професора А. Я. Муценцієце почалося вивчення ентеровірусів та їх онкотропних, онколітичних та імуномодулюючих властивостей .
Починаючи з 1980-х років в середовищі вчених — онкологів зміцніло переконання, що імунний захист проти пухлин не спрацьовує не тому, що у пухлин відсутні поверхневі антигени, що відрізняються, але тому, що пухлина успішно уникає імунного «нагляду», придушуючи (блок. її імунні реакції. Віротерапія чутливих пухлин внаслідок онкотропізму — вірусної інфекції ракових клітин — модулює їх поверхневі структури, піддаючи таким чином виключно ракові клітини дії специфічних цитотоксичних імунних механізмів.
У Латвії в 2004 році було зареєстровано перший генетично немодифікований ентеровірус Рігвір (RIGVIR) для лікування меланоми. Останнє опубліковане дослідження показує, що у пацієнтів меланоми, які отримували Рігвір, шансів вижити було від 4,39 до 6,57 разів більше, ніж у тих, хто не отримував жодної терапії.
У 2005 році в Китаї було зареєстровано генетично модифікований аденовірус H101 (пізніше відомий як Oncorine) для лікування злоякісних пухлин голови та шиї. Немає даних про загальну виживаність, але є дані про те, що короткострокове реагування при комбінації H101 з хіміотерапією приблизно вдвічі більше, ніж у разі використання однієї хіміотерапії.
У жовтні 2015 року Управління контролю якості харчових продуктів та лікарських препаратів США (Food and Drug Administration, FDA, USFDA) схвалило перший антираковий препарат Imlygic на основі вірусу герпесу для лікування неоперабельної меланоми. Медикамент не вплинув на загальне виживання хворих, але у 16,3 % пацієнтів, які використовували Imlygic, спостерігалося зменшення пухлини порівняно з 2,1 % учасників, які використовували плацебо.